# Гута-Кшешовська
Гута-Кшешовська (пол. Huta Krzeszowska) — село в Польщі, у гміні Гарасюки Ніжанського повіту Підкарпатського воєводства.
Населення — 491 особа (2011).
У 1975-1998 роках село належало до Тарнобжезького воєводства.

## Демографія
Демографічна структура станом на 31 березня 2011 року:
|          | Загалом | Допрацездатний вік | Працездатний вік | Постпрацездатний вік |
| -------- | ------- | ------------------ | ---------------- | -------------------- |
| Чоловіки | 242     | 58                 | 171              | 13                   |
| Жінки    | 249     | 61                 | 151              | 37                   |
| Разом    | 491     | 119                | 322              | 50                   |